# John W. Snyder
John Wesley Snyder, född 21 juni 1895 i Jonesboro, Arkansas, död 8 oktober 1985 i Seabrook Island, South Carolina, var en amerikansk affärsman och politiker.
Han studerade vid Vanderbilt University för ett år innan han tog värvning i United States Army för att delta i första världskriget.
Snyder hade en lång karriär både inom den privata och den offentliga sektorn. Han tjänstgjorde som USA:s finansminister under president Harry S. Truman 1946-1953. Han och Truman var goda vänner och de hade känt varandra sedan första världskriget. Minskningen av statsskulden var en av Snyders viktigaste utmaningar som finansminister.